# Max Cronenberg
Max Cronenberg (* 26. Oktober 1857 in Bonn; † 24. Dezember 1924 in Rolandswerth) war ein deutscher Architekt und Bauunternehmer, der vor allem in seiner Heimatstadt Bonn wirkte.

## Leben und Wirken
Geboren wurde Cronenberg, Sohn eines Kaufmannes, im Haus Sternstraße 15 in der Bonner Altstadt. Nach Maurerlehre und Meisterprüfung machte er sich Mitte der 1880er-Jahre in Bonn als Architekt und Bauunternehmer selbstständig, der in der Stadt insgesamt 73 Häuser – darunter zahlreiche auch als Bauherr – plante und ausführte. Sein Tätigkeitsschwerpunkt lag im privaten Wohnhausbau, insbesondere in der Südstadt als einem der größten geschlossen erhaltenen gründerzeitlichen Wohnviertel in Deutschland und dem an diese angrenzenden Bereich von Poppelsdorf, wo er zu den zahlenmäßig bedeutendsten Architekten und Bauherren gehörte. Ab 1885 zog Cronenberg aufgrund seiner spekulativen Bautätigkeit, bei der er die neuerrichteten Wohnhäuser bis zum Weiterverkauf selbst bewohnte, mit seiner Familie siebenmal innerhalb Bonns um. 1898 erwarb er aus privatem Interesse die schlossartige Sternenburg (um 1737 vermutlich durch Michael Leveilly umfassend umgebaut) in Poppelsdorf und richtete dort einen Kunstsalon ein. Als nach der Eingemeindung Poppelsdorfs nach Bonn 1904 das Burggelände bebaut werden sollte, setzte sich Cronenberg im Zuge des Verkaufs vergeblich für den Erhalt des Schlösschens in der Hoffnung ein, dass dort ein Heimatmuseum eingerichtet werden könnte; 1908 wurde es schließlich abgebrochen. Mit Beginn des Ersten Weltkriegs, der einen Baustopp brachte, ging er in den Ruhestand. 1915 zog Cronenberg mit seiner Familie nach Rolandswerth, wo er sich bereits drei Jahre zuvor ein Haus gebaut hatte.
Eine von Cronenberg entworfene Garnitur Wohnzimmermöbel aus der Zeit um 1880, bestehend aus Tisch, Stuhl, Sofa und Spiegel, befindet sich als Beispiel gründerzeitlichen Kunsthandwerks seit 1985 im Besitz des Rheinischen Landesmuseums Bonn.
Familie

Cronenberg war ab 1885 mit Anna Catharina Kleefisch (1863–1946) verheiratet; aus der Ehe gingen zehn Kinder hervor.

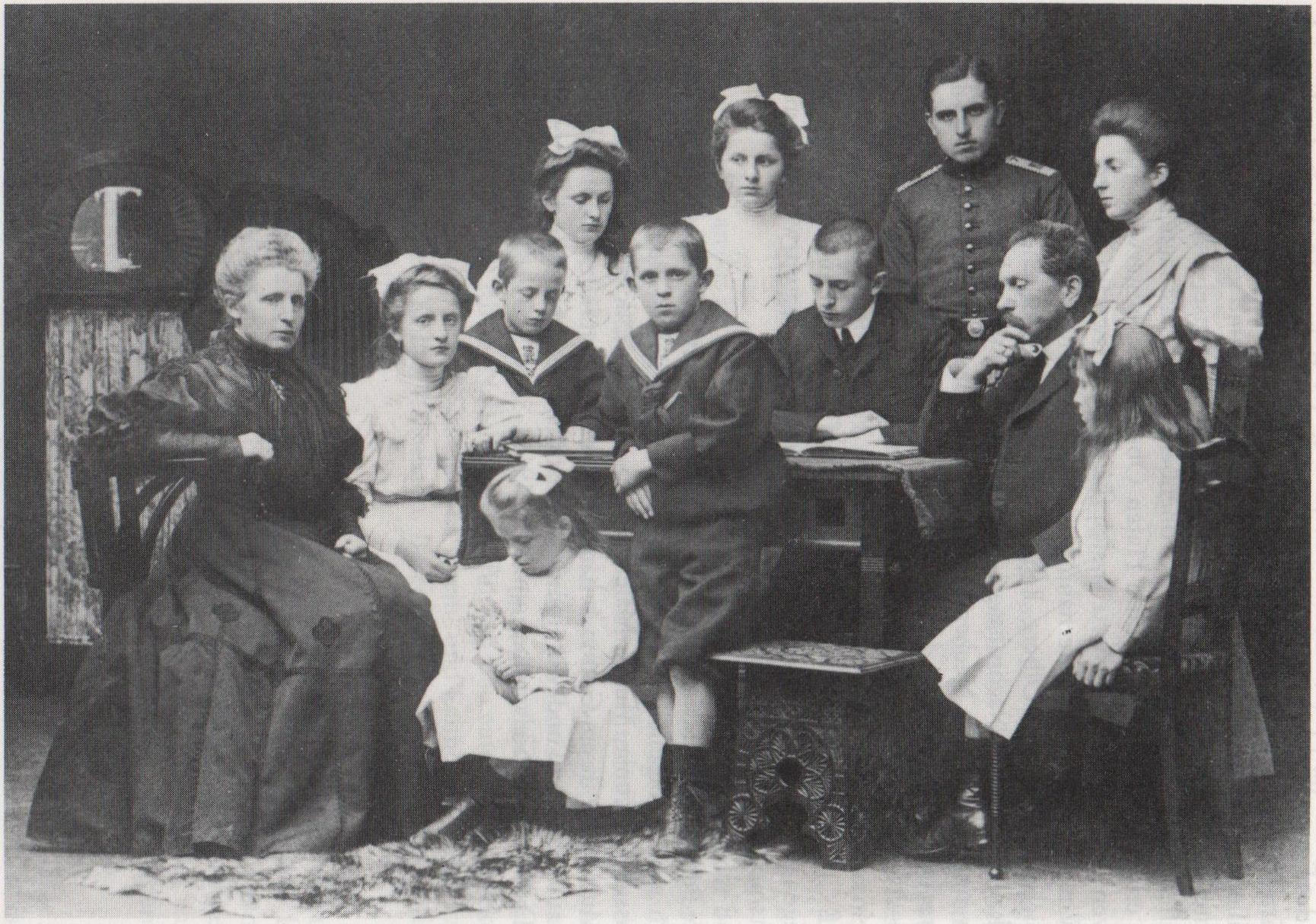
Max Cronenberg mit seiner Familie (1908)

## Werk
- Karte mit allen Koordinaten der Werke:
- OSM |
- WikiMap

### Bauten in Bonn (Auswahl)
| Planungsbeginn; Bauzeit | Ortsteil     | Adresse                                  | Bild           | Objekt                          | Maßnahme                          | Anmerkungen                                                      |
| ----------------------- | ------------ | ---------------------------------------- | -------------- | ------------------------------- | --------------------------------- | ---------------------------------------------------------------- |
| 1886                    | Bonn-Zentrum | Poststraße 14 Lage                       |                | Wohn- und Geschäftshaus         | Neubau                            | Denkmalschutz                                                    |
| 1887                    | Südstadt     | Heinrich-von-Kleist-Straße 13 Lage       |                | Wohnhaus                        | Neubau                            | Doppelhaus mit Nr. 15; Denkmalschutz                             |
| 1887                    | Südstadt     | Heinrich-von-Kleist-Straße 15 Lage       |                | Wohnhaus                        | Neubau                            | Doppelhaus mit Nr. 13; Denkmalschutz                             |
| 1887                    | Südstadt     | Heinrich-von-Kleist-Straße 23/25 Lage    |                | Doppelwohnhaus                  | Neubau                            | Denkmalschutz                                                    |
| 1888                    | Südstadt     | Heinrich-von-Kleist-Straße 11 Lage       |                | Wohnhaus                        | Neubau                            | Denkmalschutz                                                    |
| 1888                    | Südstadt     | Heinrich-von-Kleist-Straße 18 Lage       |                | Wohnhaus                        | Neubau                            | Denkmalschutz                                                    |
| 1888                    | Südstadt     | Heinrich-von-Kleist-Straße 20 Lage       |                | Wohnhaus                        | Neubau                            | Denkmalschutz                                                    |
| 1889                    | Südstadt     | Heinrich-von-Kleist-Straße 10 Lage       |                | Wohnhaus                        | Neubau                            | Denkmalschutz                                                    |
| 1890                    | Südstadt     | Heinrich-von-Kleist-Straße 2 Lage        |                | Wohnhaus                        | Neubau                            | Denkmalschutz                                                    |
| 1890                    | Südstadt     | Heinrich-von-Kleist-Straße 4 Lage        |                | Wohnhaus                        | Neubau                            | Denkmalschutz                                                    |
| 1890                    | Südstadt     | Heinrich-von-Kleist-Straße 8 Lage        |                | Wohnhaus                        | Neubau                            | Denkmalschutz                                                    |
| 1891                    | Südstadt     | Heinrich-von-Kleist-Straße 12 Lage       |                | Wohnhaus                        | Neubau                            | Denkmalschutz                                                    |
| 1892                    | Südstadt     | Kaiserstraße 75 Lage                     |                | Wohnhaus                        | Neubau                            | Denkmalschutz                                                    |
| 1894                    | Südstadt     | Prinz-Albert-Straße 13 Lage              |                | Wohnhaus                        | Neubau                            | Denkmalschutz                                                    |
| 1894                    | Südstadt     | Prinz-Albert-Straße 15 Lage              |                | Wohnhaus                        | Neubau                            | Denkmalschutz                                                    |
| 1894/1895               | Südstadt     | Prinz-Albert-Straße 11 Lage              |                | Wohnhaus                        | Neubau                            | Denkmalschutz                                                    |
| 1896                    | Südstadt     | Prinz-Albert-Straße 9 Lage               |                | Wohnhaus                        | Neubau                            | Denkmalschutz                                                    |
| 1897                    | Südstadt     | Hans-Iwand-Straße 9/Kaiserstraße 1d Lage |                | Wohnhaus                        | Neubau                            | heute „Café Sahneweiß“; Denkmalschutz                            |
| 1897                    | Südstadt     | Prinz-Albert-Straße 23 Lage              |                | Wohnhaus                        | Neubau                            | Denkmalschutz                                                    |
| 1897                    | Südstadt     | Prinz-Albert-Straße 25 Lage              |                | Wohnhaus                        | Neubau                            | Denkmalschutz                                                    |
| 1897                    | Südstadt     | Prinz-Albert-Straße 27 Lage              |                | Wohnhaus                        | Neubau                            | Denkmalschutz                                                    |
| 1897                    | Südstadt     | Prinz-Albert-Straße 29 Lage              |                | Wohnhaus                        | Neubau                            | Denkmalschutz                                                    |
| 1898                    | Südstadt     | Kaiserstraße 7 Lage                      |                | Wohnhaus                        | Neubau                            | Denkmalschutz                                                    |
| 1898                    | Gronau       | Kaiserstraße 103 Lage                    |                | Wohnhaus                        | Neubau                            | Denkmalschutz                                                    |
| 1898                    | Südstadt     | Prinz-Albert-Straße 5 Lage               |                | Wohnhaus                        | Neubau                            | Denkmalschutz                                                    |
| 1898                    | Südstadt     | Heinrich-von-Kleist-Straße 29–33 Lage    |                | Dreierwohnhausgruppe            | Neubau                            | Denkmalschutz                                                    |
| 1898                    | Südstadt     | Goebenstraße 25 Lage                     |                | Wohnhaus                        | Neubau                            | Denkmalschutz                                                    |
| 1897; 1898–1899         | Südstadt     | Bonner Talweg 4–6                        |                | Kapelle des Petruskrankenhauses | Neubau (Ausführung: Anton Becker) | 1969 abgebrochen                                                 |
| 1898/1899               | Südstadt     | Prinz-Albert-Straße 7 Lage               |                | Wohnhaus                        | Neubau (Bauherr: Carl Hauptmann)  | Denkmalschutz                                                    |
| 1900                    | Südstadt     | Lennéstraße 52 Lage                      |                | Wohnhaus                        | Neubau                            | Denkmalschutz                                                    |
| 1901                    | Südstadt     | Lessingstraße 43 Lage                    | weitere Bilder | Wohnhaus                        | Neubau                            | Doppelhaus mit Nr. 45; Denkmalschutz                             |
| 1901                    | Südstadt     | Lessingstraße 45 Lage                    | weitere Bilder | Wohnhaus                        | Neubau                            | Doppelhaus mit Nr. 43; Denkmalschutz                             |
| 1901                    | Südstadt     | Lessingstraße 60 Lage                    | weitere Bilder | Wohnhaus                        | Neubau                            | Denkmalschutz                                                    |
| 1908                    | Poppelsdorf  | Sternenburgstraße 32 Lage                |                | Wohnhaus                        | Neubau                            | auf ehemaligem Wassergraben der Sternenburg                      |
| 1908                    | Poppelsdorf  | Sternenburgstraße 34 Lage                |                | Wohnhaus                        | Neubau                            | auf ehemaligem Wassergraben der Sternenburg                      |
| 1908                    | Poppelsdorf  | Sternenburgstraße 36 Lage                |                | Wohnhaus                        | Neubau                            | auf ehemaligem Wassergraben der Sternenburg                      |
| 1908                    | Poppelsdorf  | Sternenburgstraße 38 Lage                |                | Wohnhaus                        | Neubau                            | auf ehemaligem Wassergraben der Sternenburg                      |
| 1908–1915               | Endenich     | Kapellenstraße 44–48 Lage                | weitere Bilder | Kloster Maria Hilf              | Erweiterungsbauten                | Denkmalschutz                                                    |
| 1909                    | Poppelsdorf  | Sternenburgstraße 40 Lage                |                | Wohnhaus                        | Neubau                            | auf ehemaligem Wassergraben der Sternenburg; Denkmalschutz       |
| 1909                    | Poppelsdorf  | Kirschallee 30 Lage                      |                | Wohnhaus                        | Neubau                            | auf ehemaligem Grundstück der Sternenburg; Denkmalschutz         |
| 1909                    | Poppelsdorf  | Kirschallee 32 Lage                      |                | Wohnhaus                        | Neubau                            | Denkmalschutz                                                    |
| 1909                    | Poppelsdorf  | Kirschallee 46 Lage                      |                | Villa                           | Neubau                            | auf ehemaligem Grundstück der Sternenburg; Denkmalschutz         |
| 1909/1911               | Poppelsdorf  | Kirschallee 40 Lage                      |                | Wohnhaus                        | Neubau                            | auf ehemaligem Grundstück der Sternenburg; Denkmalschutz         |
| 1909/1911               | Poppelsdorf  | Kirschallee 42/44 Lage                   |                | Doppelwohnhaus                  | Neubau                            | auf ehemaligem Grundstück der Sternenburg; Denkmalschutz         |
| 1909/1911               | Poppelsdorf  | Kirschallee 48/50 Lage                   |                | Doppelwohnhaus                  | Neubau                            | auf ehemaligem Grundstück der Sternenburg; Nr. 48: Denkmalschutz |
| 1909/1911               | Poppelsdorf  | Kirschallee 52 Lage                      |                | Wohnhaus                        | Neubau                            | auf ehemaligem Grundstück der Sternenburg; Denkmalschutz         |

### Bauten außerhalb von Bonn
- 1906–1907: Niederlahnstein, Johanniskloster (Bauausführung)[1]

### Rezeption
„An der Schwelle zum 20. Jahrhundert besaßen Maximilian Cronenberg und Johann Julius Langenberg die wohl größten Bauunternehmen in Bonn. (…) Ihre Arbeiten waren nicht stilbildend. (…) Aber gerade weil sich der Großteil auf einen bewährten Formenkanon beschränkte, entstand ein weitgehend einheitliches Straßenbild mit einer teilweise malerischen Wirkung – das also, was die Bonner Südstadt auch heute noch auszeichnet.“